# Bom Jesus da Lapa
Bom Jesus da Lapa là một đô thị thuộc bang Bahia, Brasil. Đô thị này có diện tích 3951,425 km², dân số năm 2007 là 56876 người, mật độ 14,39 người/km².